# Julie Bardot
Julie Bardot (Santa Maria, 8 de dezembro de 1928 - Rio de Janeiro, 7 de janeiro de 2014) foi uma atriz e modelo brasileira.Começou a carreira de atriz na lendária Atlântida Cinematográfica, que atraia multidões aos cinemas nas décadas de 1940/50.

## Biografia
Julie saiu de Santa Maria no final dos anos 1940, morou um curto período em Porto Alegre-RS, onde trabalhou com enfermeira, foi para o Rio de Janeiro em 1950, de férias, onde resolveu seguir carreira como funcionária pública estadual, mas abandonou o emprego para trabalhar como manequim.
Vice-campeã no concurso Miss Cinelândia, ingressou no cinema em 1954, no filme Malandros em Quarta Dimensão. Ganhou o prêmio de melhor atriz revelação O Índio da revista Jornal do Cinema. Faz uma ponta em Nem Sansão nem Dalila e trabalha em outros filmes fora da Atlântida, com destaque para a loira sensual de El Hombre Virgen (na Argentina, ao lado do famoso comediante Luis Sandrini) e O Contrabando, com Hugo Carvana.
Também teve marcante participação no clássico Matar ou Correr, de 1954, dirigido por Carlos Manga. Nessa paródia de Matar ou Morrer (High Noon, filme de 1952), a atriz atuou ao lado dos maiores astros da época: Grande Otelo, Oscarito e Renato Restier. Deixou a vida pública para se casar com o Capitão de Corveta da Marinha de Guerra Luiz Valvano Auricchio. O casal se conheceu em 1956 e oficializou a união em 1959. Julieta, como era chamada fora do meio artístico, ficou viúva em 1998. Há muitos anos fora da mída, voltou a chamar a atenção do público como o lançamento de seus filmes em DVD.

## Filmografia
- El hombre virgen (1956)
- O Contrabando (1956)
- Nem Sansão nem Dalila (1955, participação especial)
- Malandros em Quarta Dimensão (1954)
- Matar ou Correr (1954)
- Assim era a Atlântida (1975)